# قوامیه (طبس)
قوامیه، روستایی است از توابع بخش دیهوک و در شهرستان طبس استان خراسان جنوبی ایران.

## جمعیت
این روستا در دهستان دیهوک قرار داشته و بر اساس سرشماری سال ۱۳۸۵ جمعیت آن (۷خانوار) ۳۰نفر
بوده است.